# Copelatus unguicularis
Copelatus unguicularis är en skalbaggsart som beskrevs av Régimbart 1903. Copelatus unguicularis ingår i släktet Copelatus och familjen dykare. Inga underarter finns listade i Catalogue of Life.